# Vexillum dermestinum
Vexillum dermestinum är en snäckart som först beskrevs av Jean-Baptiste Lamarck 1811.  Vexillum dermestinum ingår i släktet Vexillum och familjen Costellariidae. Inga underarter finns listade i Catalogue of Life.